# Christina Pettersson
Christina Linnéa Birgitta Pettersson, född 17 mars 1949 i Vätö församling i Stockholms län, är en svensk syo-konsulent och socialdemokratisk politiker, som mellan 1986 och 1998 var riksdagsledamot för Stockholms läns valkrets.